# Lieven Decaluwe
Lieven Decaluwe (Deinze, 1948 – 30 mei 2023) was een Belgisch advocaat en politicus.

## Biografie
Lieven Decaluwe studeerde rechten aan de Rijksuniversiteit Gent en was advocaat aan de balie van Gent van 1972 tot 2013. In 1987-1988 was hij voorzitter van de Vlaamse Conferentie der balie van Gent.
In 1991 werd hij lid van de Volksunie. Hij was lijsttrekker bij de gemeenteraadsverkiezingen van 1994 en werd als Gents gemeenteraadslid verkozen. Hij werd tevens schepen van Leefmilieu en Plantsoenen. Na het uiteenvallen van de Volksunie in 2005 sloot hij zich bij Spirit aan. Na de gemeenteraadsverkiezingen van 2006 werd hij schepen van Cultuur, Toerisme en Feestelijkheden. In 2012 hield ook Spirit op te bestaan. Decaluwe bleef partijloos en kondigde zijn afscheid uit de politiek aan.
Verder was Decaluwe:
- voorzitter van de vzw Begijnhof Sinte-Elisabeth in Sint-Amandsberg,
- voorzitter van de vzw De Pacificatielezingen (tot 2019),[4]
- bestuurder (2002-2020) en voorzitter (2002-2007) van het NTGent,[5]
- interim-voorzitter van de Gentse Floraliën (2017-2018)[6][7]
- secretaris en lid van het dagelijks bestuur van de vzw Internationaal Filmfestival,
- bestuurder en lid van het dagelijks bestuur van de vzw Monumentale Kerken Gent,
- bestuurder van de Stichting Maurice Maeterlinck,
- bestuurder van de Vlaamse Opera,
- bestuurder van de vzw Vlaams Centrum voor Circuskunsten,
- lid van de vzw Vincenthof,
- lid van de vzw Wido.

Hij was een broer van acteur en theaterdirecteur Jo Decaluwe en Geert Decaluwe, gemeenteraadslid van Deinze.